# ティルトローター
ティルトローター（tilt-rotor, tiltrotor）とは、垂直/短距離離着陸のための手法のひとつで、ローター（プロペラに似た回転翼）を、機体に対して傾ける（ティルトする）こと、またその機体。翼ごと傾けるタイプの機体はティルトウィングと呼ばれる。ティルトローター機の歴史は1930年代にさかのぼり、現在では数社の製品が実用化されている。優れた巡航速度を活かし、アメリカ海兵隊やアメリカ海軍では輸送・兵站任務、アメリカ空軍では特殊作戦・捜索救難任務に使用されている。

## 構造
ティルトローターを装備した航空機（ティルトローター機）は、外見はプロペラ機に似ているが、ローターの角度を変えることでヘリコプターのように垂直上昇ができる。上昇後はローター軸を前方に向けて普通のターボプロップ機として飛行する。
なお、プロペラには各羽根の付け根部分が可動し揚力を変化させる可変ピッチプロペラも存在するが、ヘリコプターの回転翼はこれに加えてさらに翼回転面（ローターディスク）の位置ごとに揚力を変動させて姿勢や推進方向を変えるサイクリック・ピッチ機能を備える点でプロペラと区別される。しかしティルトロータやその類似形式ではレイアウト上、複数の回転翼を持つためマルチコプターのように個別の推力制御や、回転翼自体のティルト角変更も併せてホバリング中の制御を行う機種も多く、サイクリック・ピッチ機能を備えるものと無いものが混在する。
現在実用化されているのは翼端のエンジンをナセル（容器）ごと回転させる方式が主流である。この方式は翼端部のエンジンナセルとローター傾斜機構を支持するために翼構造を頑丈にする必要がある。一方、ベル イーグル・アイのようにエンジンを機体内に装備し、伝達軸を通して翼端のプロペラを回転させる方式もある。こちらは翼端部の重量が軽いのでローター傾斜機構や翼構造が軽量で済む。ベル V-280はローター基部だけがエンジンナセルの途中から折れ曲がることで排気口が下を向かない設計となっている。
両端にエンジンを装備している機種でも片方のエンジンが停止した場合に備えて主翼内に左右のプロペラに動力を伝達する為の伝達軸がある。
ヘリコプターに比べて最高速度が大きく航続距離が長い、固定翼機と比べて短い滑走路で離着陸可能などの利点がある。
飛行中のターボシャフトエンジンの停止は致命的なので運用実績のある信頼性の高いエンジンが使用される傾向にある。

## 歴史
1970年代にソビエト連邦・ミル設計局も、旅客型ティルトローターMi-30の開発に着手したものの、縮小模型機を飛行させた段階で開発は中止された。
1994年、軍用のV-22「オスプレイ」が生産を認められ、2005年9月19日にはアメリカ空軍向けCV-22量産初号機の引渡しが行われた。民間用ではAW609が開発中である。
さらに2006年11月18日にアメリカ空軍へオスプレイ9機が引き渡された。実験目的ではなく、実戦部隊に対して配備されるのはこれが最初である。
連邦航空局はティルトローターやティルトウイングなど『推進装置の角度を変えることで垂直離着陸を行う固定翼機』を1997年からパワード・リフトというカテゴリーに分類し回転翼機とはライセンスを区別している。
ベル・ヘリコプターではベル V-280の開発が進められているほか、一度は撤退した民間仕様のティルトローター機に再参入する可能性があり、アグスタウェストランドでは次世代民間ティルトローター機の構想がある。

## ティルトローター機の一覧
- 1908年 - デュフォー三葉機
- 1930年 - George Lehbergerの特許
- 1938年 - バイネス ヘリプレーン
- 194_年 - フォッケ・アハゲリス Fa 269
- 1950年 - HavillとPlattの特許 2,702,168
- 1955年 - ベル XV-3
- 1957年 - ドーク VZ-4（英語版）
- 1958年 - ドルニエ Do 29
- 1963年 - カーチス-ライト X-19
- 1966年 - ベル X-22
- 1967年 - アエロスパシアル N500
- 1977年 - ベル XV-15
- 1989年 - ベル/ボーイング V-22 オスプレイ
- 1998年 - ベル イーグル・アイ - 無人航空機
- 2003年 - アグスタウェストランド AW609
- 2010年 - IAI パンサー（英語版） - 無人航空機
- 2017年 - ベル V-280

## 類似形式
アメリカが開発したX-22のように、通常のローターではなくダクテッドファンを傾斜させる形式の機体も存在する。
ジェットエンジンを傾斜させるものはティルトジェットと呼ばれる。ドイツが開発したEWR VJ 101やアメリカが計画したD-188などがティルトジェットを採用しているが、これらの機体は垂直離着陸用のリフトエンジンとティルトジェットを併用している。
エンジンとプロペラ（ローター）のみならず、主翼も同時に傾けるものを、ティルトウイングという。
これらの『推進装置を傾けることで垂直離着陸を行う飛行機』をFAAでは1997年からパワード・リフトというカテゴリーに分類している。